# 拉热迈-蓬泰罗
拉热迈-蓬泰罗（法語：La Jemaye-Ponteyraud，法語發音：[la ʒəmaj pɔ̃teʁo]）是法国多尔多涅省的一个市镇，属于佩里格区。该市镇于2017年由原市镇拉热迈和蓬泰罗合并而成，行政中心位于拉热迈。

## 地理
拉热迈-蓬泰罗（45°10'12.18"N, 0°15'24.11"E）面积33.31 平方千米，位于法国新阿基坦大区多爾多涅省，该省份为法国西南部内陆省份，是法國本土面积第三大的省，大致对应佩里戈尔地区，北起顺时针与夏朗德省、上维埃纳省、科雷兹省、洛特省、洛特-加龙省、吉倫特省和滨海夏朗德省接壤。
与拉热迈-蓬泰罗接壤的市镇（或旧市镇、城区）包括：旺克桑、锡奥拉克-德里贝拉克、圣安德烈德杜布勒、圣米歇尔德杜布勒、埃舒尼亚克、圣樊尚雅尔穆捷、佩里戈尔地区圣普里瓦。
拉热迈-蓬泰罗的时区为UTC+01:00、UTC+02:00（夏令时）。

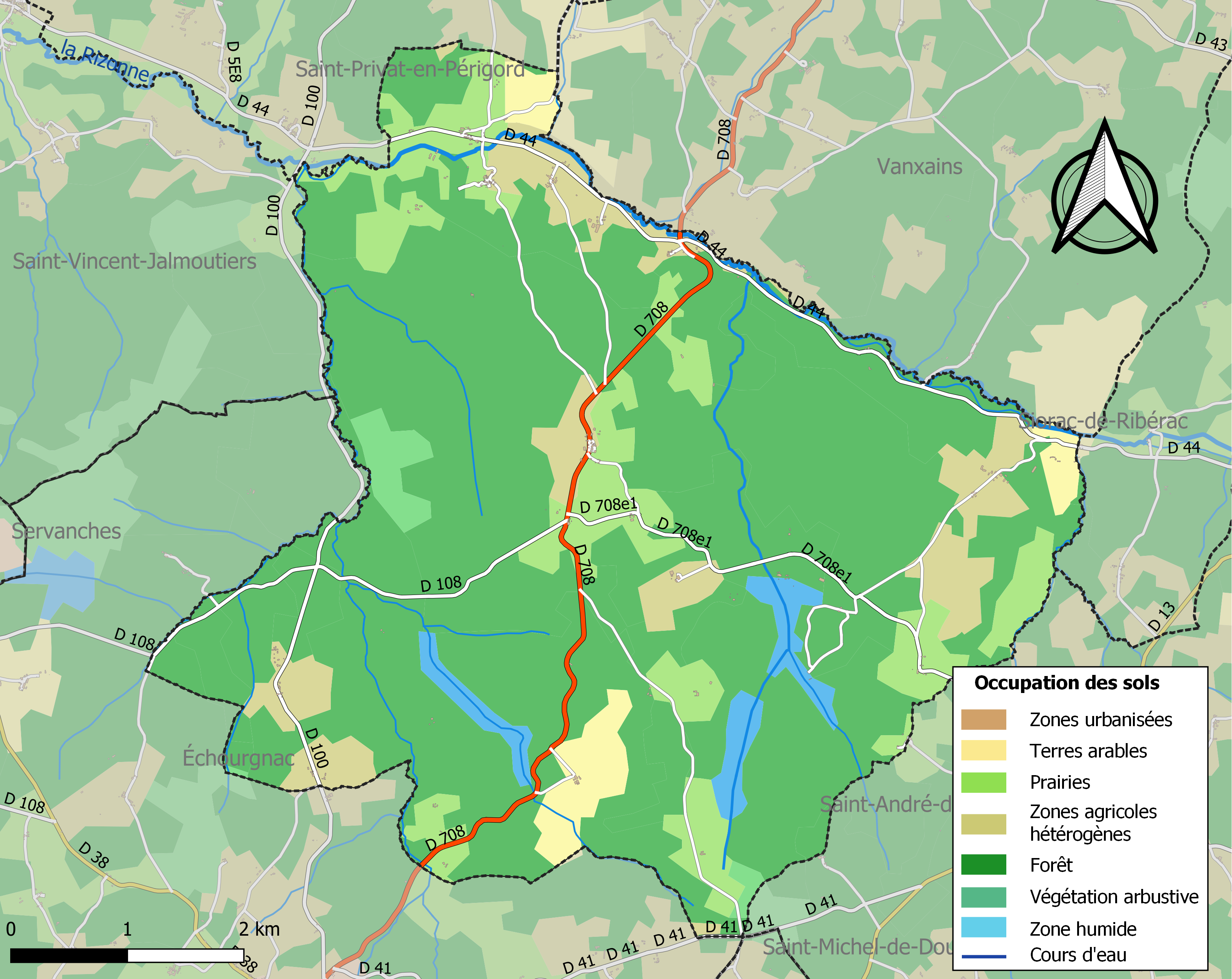
拉热迈-蓬泰罗的OSM定位图

## 行政
拉热迈-蓬泰罗的邮政编码为24410，INSEE市镇编码为24216。

## 政治
拉热迈-蓬泰罗所属的省级选区为里贝拉克县。

## 人口
拉热迈-蓬泰罗于2022年1月1日时的人口数量为148人。